# Криниці (Люблінське воєводство)
Криниці (пол. Krynice) — село в Польщі, у гміні Криниці Томашівського повіту Люблінського воєводства. Адміністративний центр однойменної гміни. Населення — 527 осіб (2011). Розташоване на Закерзонні (на історичній Холмщині).

## Історія
1531 року вперше згадується православна церква в селі.
У 1975—1998 роках село належало до Замойського воєводства.

## Населення
Демографічна структура станом на 31 березня 2011 року:
|          | Загалом | Допрацездатний вік | Працездатний вік | Постпрацездатний вік |
| -------- | ------- | ------------------ | ---------------- | -------------------- |
| Чоловіки | 257     | 53                 | 176              | 28                   |
| Жінки    | 270     | 54                 | 140              | 76                   |
| Разом    | 527     | 107                | 316              | 104                  |